# 히나타 쇼요

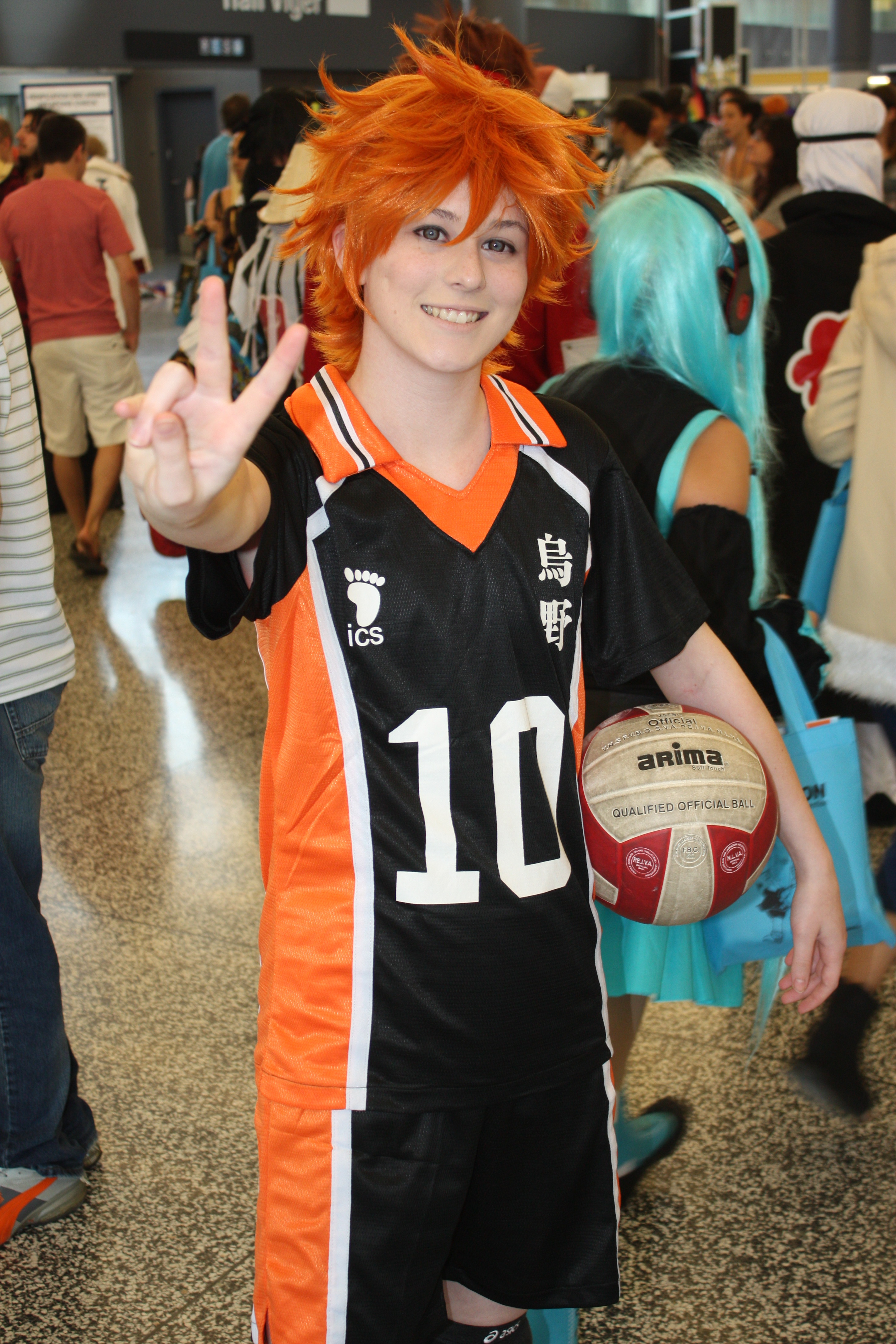
코스프레

히나타 쇼요(일본어: 日向 翔陽 ひなた しょうよう[*], 성우: KENN [VOMIC], 무라세 아유무 [TV판]/양정화)는 만화 하이큐!!의 주인공. 카라스노 고교 1학년. 포지션은 미들 블로커. 등번호 10번. 생일은 6월 21일. 좋아하는 것은 간장달걀밥.

## 인물
하이큐!!의 제1주인공이자 카라스노 고등학교 1학년에 재학 중인 소년. 주황색 머리를 가지고 있는 활기찬 소년으로 표현되며, 초등학생 시절 TV에서 카라스노 고교의 키 작은 선수인 '작은 거인' 선수의 모습을 보고 중학생 시절 남자 배구부를 만들었다. 3학년 때 카게야마 토비오가 속한 키타가와 제1중학교 배구팀에게 참패하며 설욕을 다짐하고 카라스노 고등학교에 입학하였으나, 공교롭게도 중학생 때 자신에게 쓰라림을 안겨준 카게야마 토비오와 카라스노 남자 배구부에 속하게 되었다. 특유의 친화력으로 인해 네코마의 낯가림이 심한 코즈메 켄마와 길에서 한 번 만난 것만으로 친해지게 되었다. 별명은 '최강의 미끼'이다. 한때는 미끼라는 별명을 싫어했었지만 자신이 미끼로 뛰는 것 덕분에 다른 스파이커들이 득점을 한다는 것을 깨닫고 자부심을 가지게 된다. 탄력성과 스피드가 좋지만 코즈메 켄마가 말하길 네코마 1학년 '하이바 리에프'보다 조금 더 나은 수준이라고 한다. 한 손으로 공을 잡지 못한다는 약점이 있다. 카게야마의 토스 없이는 무능력하다는 말이 있지만 점프력이나 스피드를 고려해 봤을 때 카게야마가 없어도 발전 가능성이 많은 선수이다.
츠키가 이해못하는 다소 순수한 단어들로 얘기한다.
하지만. 긴장하거나 잠을못자면 구토 및 설사를 한다.
특히 키요코(남자 배구 매니저) 앞이라면 더욱 긴장하거나 심하면 기절 직전까지 간다.
그리고 동급 여학생인 히토카와는 초면에 배구부 매니저라는 오해를 완만한 성격으로 풀고 잘 지내고 있다.
졸업후엔 비치발리볼을 하러 브라질 리우로 떠난다.
그 이후, 일본으로 귀국을 한 뒤 블랙자칼 입단시험을 본다. (입단시험을 치루는 곳 중 가장 강력한 곳이라고 언급했다.)
그곳에는 무려 미야 아츠무가 있었는데, 고교전국대회에서 '너에게 토스를 올리겠다'는 플래그를 당당하게 회수한다. 그 이후 2020도쿄올림픽에서 일본 국가대표로 자신의 고등학교 1학년 시절의 등번호 10번을 부여받는다.